# تاب تاب
تاب تاب (بالإنجليزية: TapTap)‏ هو مجتمع مشاركة ألعاب الهاتف نشأ في الصين. البرنامج يسمح للمستخدمين بتثبيت الألعاب والإنخراط مع المجتمع .
في 2022 يونيو, تاب تاب وصل إلى متوسط تسعة مليون مستخدم متصل شهرياً من أكثر من 170 دولة متضمنة الولايات المتحدة, واليابان, وألمانيا وإيطاليا.